# Monti Talas Alataū
I monti Talas Alataū (in kirghiso Талас Ала-Тоосу?, Talas Ala-Toosu; in kazako Талас Алатауы?, Talas Alataýy; in russo Таласский Алатау?, Talasskij Alatau) sono un massiccio montuoso del Tien Shan occidentale, situati per la maggior parte in Kirghizistan e per una piccola parte lungo la frontiera meridionale del Kazakistan. Questo massiccio separa la valle di Talas dagli altri massicci e valli appartenenti al sistema montuoso del Tien Shan occidentale.

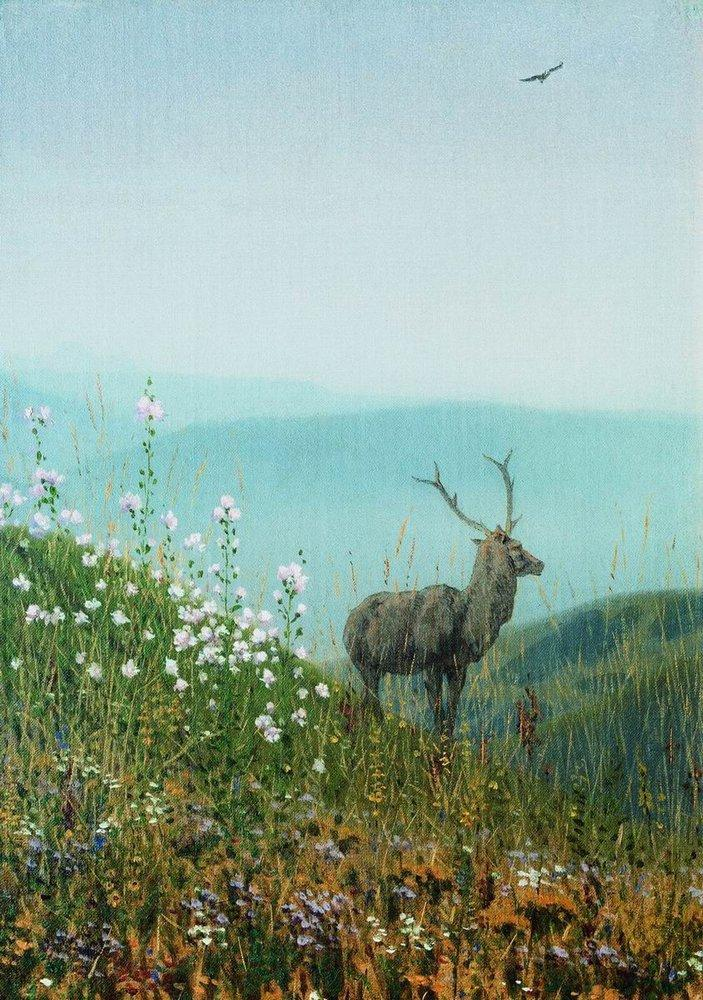
Sulle montagne dell'Alatau, quadro di Vereshchagin (1870).

Si estendono per 270 km di lunghezza, culminando con il monte Manas (4482 m). I suoi ghiacciai alimentano i fiumi Talas e Arys. Alcuni torrenti formano più a monte il fiume Pskem. La vegetazione tipica è di tipo alpino o subalpino con pascoli.
Sul massiccio si trovano quattro passi principali, tra i quali il passo di Ötmök (chiuso in inverno), che consente l'ingresso da est. La strada principale da Bishkek a Osh passa attraverso il passo di Ala-Bel, a est, e attraversa la riserva naturale di Chychkan prima di dirigersi a sud verso un altro passo che porta alla regione di Žalalabad. Il passo di Kara-Buura (attraversato da una strada) e il passo di Terek (non attraversato da alcuna strada importante) conducono anch'essi a sud. Il sud del massiccio è cinto dalla valle del Chatkal.